# Banco Bilbao Vizcaya Argentaria
Banco Bilbao Vizcaya Argentaria (BBVA) is een Spaanse bankgroep actief in meer dan dertig landen. De groep telt 123.000 werknemers wereldwijd. Het zwaartepunt van de activiteiten ligt in Spanje en Latijns-Amerika. BBVA heeft zijn hoofdzetel in Bilbao (Baskenland, Spanje).

## Activiteiten
BBVA is een grote bank met het hoofdkantoor in Spanje. Per eind 2020 had een balanstotaal van ruim 730 miljard euro en telde 123.000 medewerkers. Het beschikte over 7400 kantoren in meer dan 30 landen. De bank is actief in een selectief aantal landen waarvan de belangrijkste Spanje, Mexico en Turkije zijn.
De Spaanse activiteiten zijn het grootst en ongeveer de helft van het balanstotaal is aan dit land toe te schrijven. Het aandeel van Mexico in het balanstotaal is ongeveer 15%, en dit is vergelijkbaar met die van de Verenigde Staten (VS) en ongeveer tweemaal meer dan Turkije. Mexico draagt onevenredig veel bij aan de winst van de bank, in de periode 2014-2016 was meer dan 60% van de totale winst van BBVA aan de activiteiten in dit land toe te schrijven. In 2020 was dit 45%.
Het BBVA-aandeel staat genoteerd op vijf beurzen. De twee belangrijkste zijn de notering aan de beurs van Madrid en aan de NYSE en maakt onderdeel uit van de IBEX-35 aandelenindex.

## Geschiedenis
De geschiedenis van de bank gaat terug tot 1857. In dat jaar werd Banco de Bilbao opgericht. Lange tijd was dit de enige bank actief in de regio. In 1901 kwam Banco de Vizcaya tot stand, het eerste kantoor werd geopend in Bilbao, maar er werden meer kantoren geopend in het hele land. In 1988 fuseerden Banco de Bilbao en Banco de Vizcaya en vormden samen BBV.
In 1998 werd Argentaria opgericht door middel van een fusie van vier banken, Corporación Bancaria de España, BEX, Banco Hipotecario (BHE) en Caja Postal. De fusie van BBV en Argentaria werd op 19 oktober 1999 bekendgemaakt en de twee gingen samen onder de nieuwe naam Banco Bilbao Vizcaya Argentaria (BBVA).
Een belangrijke overname die BBVA deed in 2000 was die van Bancomer. Banco de Comercio (Bancomer) werd opgericht in 1932 in de Mexicaanse hoofdstad. Begin jaren tachtig was de bank in financiële problemen geraakt en werd genationaliseerd. In 1984 werd het proces van privatisering al weer opgestart. In 2000 kocht BBVA een groot minderheidsbelang in de bank. In 2002 kreeg het de meerderheid in handen en deed een succesvol bod op alle andere aandelen van Bancomer.
In november 2020 maakte BBVA de verkoop bekend van zijn Amerikaanse activiteiten aan PNC. PNC is bereid hiervoor US$ 11,6 miljard te betalen. BBVA heeft in de Verenigde Staten 637 vestigingen met een balanstotaal van ruim US$ 100 miljard. Het is vooral actief in zuidelijke staten als Texas, Alabama en Arizona. De overname werd op 1 juli 2021 afgerond waarmee PNC de vierde bank van het land is geworden gemeten naar balanstotaal. BBVA behoudt bepaalde activiteiten in het land voor grote zakelijke en institutionele klanten.
In november 2021 deed BBVA een bod op de aandelen van Turkiye Garanti Bankasi AS. BBVA is bereid € 2,25 miljard te betalen voor de 50,15% van de aandelen Garanti die het nog niet bezit. Aandeelhouders gingen op het bod in en BBVA had op 18 mei 2022 zo'n 86% van de aandelen Garanti in handen. Omstreeks 2007 begon BBVA met het opbouwen van een aandelenbelang in Garanti en had 49,85% van de aandelen in handen in 2017. 

## Sponsoring
Het bedrijf heeft wereldwijde bekendheid door de koop van de naamrechten van de Primera División, vergelijkbaar met de Jupiler Pro League in België en de Eredivisie in Nederland. Ook is BBVA een van de hoofdsponsoren van de NBA.